# جامعة ترنوبل التربوية الوطنية
جامعة ترنوبل التربوية الوطنية مؤسسة تعليم عالي أوكرانية، (بالأوكرانية: Терно́пільський націона́льний педагогі́чний університе́т і́мені Володи́мира Гнатюка́) هي جامعة تقع في تيرنوبل أوبلاست، أوكرانيا. تأسست هذه الجامعة في سنة 1940